# Шершни (Себежский район)
Шершни — деревня в Себежском районе Псковской области России. Входит в состав городского поселения Идрица.

## География
Находится на юго-западе региона, в северо-восточной части района на реке Великая.
Уличная сеть не развита.

## История
В 1802—1924 годах земли поселения Шерени входили в Себежский уезд Витебской губернии.
В 1941—1944 гг. местность находилась под фашистской оккупацией войсками Гитлеровской Германии.
До 1995 года деревня входила в Максютинский сельсовет. Постановлением Псковского областного Собрания депутатов от 26 января 1995 года все сельсоветы в Псковской области были переименованы в волости и деревня стала частью Максютинской волости.
В 2015 году Максютинская волость, вместе с Шершни и другими населёнными пунктами, была влита в состав городского поселения Идрица.

## Население
| 2001 | 2002 | 2010 |
| ---- | ---- | ---- |
| 19   | ↘15  | ↘8   |

Согласно результатам переписи 2002 года, в национальной структуре населения русские составляли 87 % от общей численности в 15 чел..

## Инфраструктура
Личное подсобное хозяйство.

## Транспорт
Деревня доступна по автодороге регионального значения «Максютино - Радионово» (идентификационный номер 58 ОП РЗ 58К-553), а также по просёлочным дорогам.